# Tel Šariš
Tel Šariš (hebrejsky: תל שריש) je pahorek v severním Izraeli.
Leží v pobřežní nížině cca 28 kilometrů jihojihozápadně od centra Haify, cca 1 kilometr severně od vesnice Ma'agan Micha'el a 1 kilometr od pobřeží Středozemního moře. Má podobu nevýrazného návrší, které vystupuje z jinak zcela ploché krajiny. Na severní a západní straně jej lemují areály umělých vodních nádrží. Několik set metrů severně od tohoto pahorku se nachází podobný pahorek Tel Avdan.